# Kifayat Gasimova
Pour les articles homonymes, voir Gasimova.
Kifayat Gasimova, née le 1er février 1983 à Karvachar, est une judokate azerbaïdjanaise.

## Carrière
Kifayat Gasimova évolue dans la catégorie des moins de 57 kg. Elle remporte la médaille d'argent des Championnats d'Europe de judo 2006 à Tampere. Elle est ensuite médaillée de bronze des Championnats d'Europe de judo 2007 à Belgrade et des Championnats d'Europe de judo 2008 à Lisbonne. Elle est éliminée en huitièmes de finale des Jeux olympiques d'été de 2008 par la Japonaise Aiko Satō.
En 2009, elle obtient la médaille de bronze aux Championnats du monde à Rotterdam.
Elle est éliminée en huitièmes de finale des Jeux olympiques d'été de 2012 par la Japonaise Kaori Matsumoto.
Elle remporte en 2017 la médaille d'argent aux Jeux de la solidarité islamique.